# Acanthermia perfasciata
Acanthermia perfasciata är en fjärilsart som beskrevs av Paul Dognin 1914. Acanthermia perfasciata ingår i släktet Acanthermia och familjen nattflyn. Inga underarter finns listade i Catalogue of Life.